# 塔恩德拉
塔恩德拉（Thandla），是印度中央邦Jhabua县的一个城镇。总人口12685（2001年）。

## 人口
该地2001年总人口12685人，其中男性6540人，女性6145人；0—6岁人口1758人，其中男888人，女870人；识字率73.20%，其中男性为79.82%，女性为66.15%。